# Vignoux-sous-les-Aix
Vignoux-sous-les-Aix es una comuna francesa situada en el departamento de Cher, en la región de Centro-Valle del Loira.

## Demografía
| 332 | 255 | 286 | 418 | 624 | 657 | 735 | 717 |
| Para los censos de 1962 a 1999 la población legal corresponde a la población sin duplicidades (Fuente: INSEE [Consultar]) |     |     |     |     |     |     |     |